# آدام تاگرت
آدام تاگرت (انگلیسی: Adam Taggart؛ زادهٔ ۲ ژوئن ۱۹۹۳) یک بازیکن فوتبال اهل استرالیا است.
وی همچنین در تیم ملی فوتبال استرالیا بازی کرده‌است.